# Wohlriechende Händelwurz
Die Wohlriechende Händelwurz (Gymnadenia odoratissima), auch Duft-Händelwurz genannt, ist eine Pflanzenart aus der Gattung Händelwurzen (Gymnadenia) innerhalb der Familie der Orchideengewächse (Orchidaceae).

## Beschreibung

### Vegetative Merkmale
Die Wohlriechende Händelwurz ist eine ausdauernde krautige Pflanze und erreicht Wuchshöhen zwischen 20 und 50 Zentimetern. Dieser Geophyt bildet zwei handförmig geteilte Knollen als Überdauerungsorgane. Die Laubblätter sind linealisch. Der Stängel ist dünn, rund und unterhalb des Blütenstands 1,3 bis 2,2 Millimeter dick. Er trägt am Grund ein braunes Schuppenblatt. Nach oben folgen 3 bis 4 rosettig gehäufte, gekielte Grundblätter, die 8 bis 18 Zentimeter lang und 2 bis 7 Millimeter breit sind. Darüber folgen mehrere grasartige Stängelblätter. Das oberste erreicht den Blütenstand nicht.

### Generative Merkmale
Die Blütezeit reicht von Juni bis August. Die Wohlriechende Händelwurz ist gekennzeichnet durch intensiv vanilleartig duftende Blüten. Der Blütenstand ist schmal zylindrisch, 4 bis 11 Zentimeter lang und locker mit 25 bis 80 Blüten besetzt. Die zwittrigen Blüten sind zygomorph und dreizählig. Die Blütenhüllblätter sind weiß bis purpurfarben. Die Tragblätter sind 5 bis 11 Millimeter lang und so lang oder länger als der Fruchtknoten. Die seitlichen Sepalen sind waagrecht abstehend, 3,5 bis 5,5 Millimeter lang und 2 bis 3 Millimeter breit. das mittlere Sepal und die Petalen bilden einen Helm. Die Lippe ist dreilappig, 3,8 bis 5 Millimeter lang und 3,4 bis 5 Millimeter breit und ohne Zeichnung. Der waagrechte bis schwach abwärts gebogene Sporn ist mit einer Länge von 4 bis 6 Millimetern kürzer als der Fruchtknoten. Die reifen Fruchtkapseln sind kahl und tragen am Ende Reste der Blüte. Sie sind 4,5 bis 6 Millimeter lang und 3 bis 4 Millimeter dick.
Die Chromosomenzahl beträgt 2n = 40.

## Ökologie

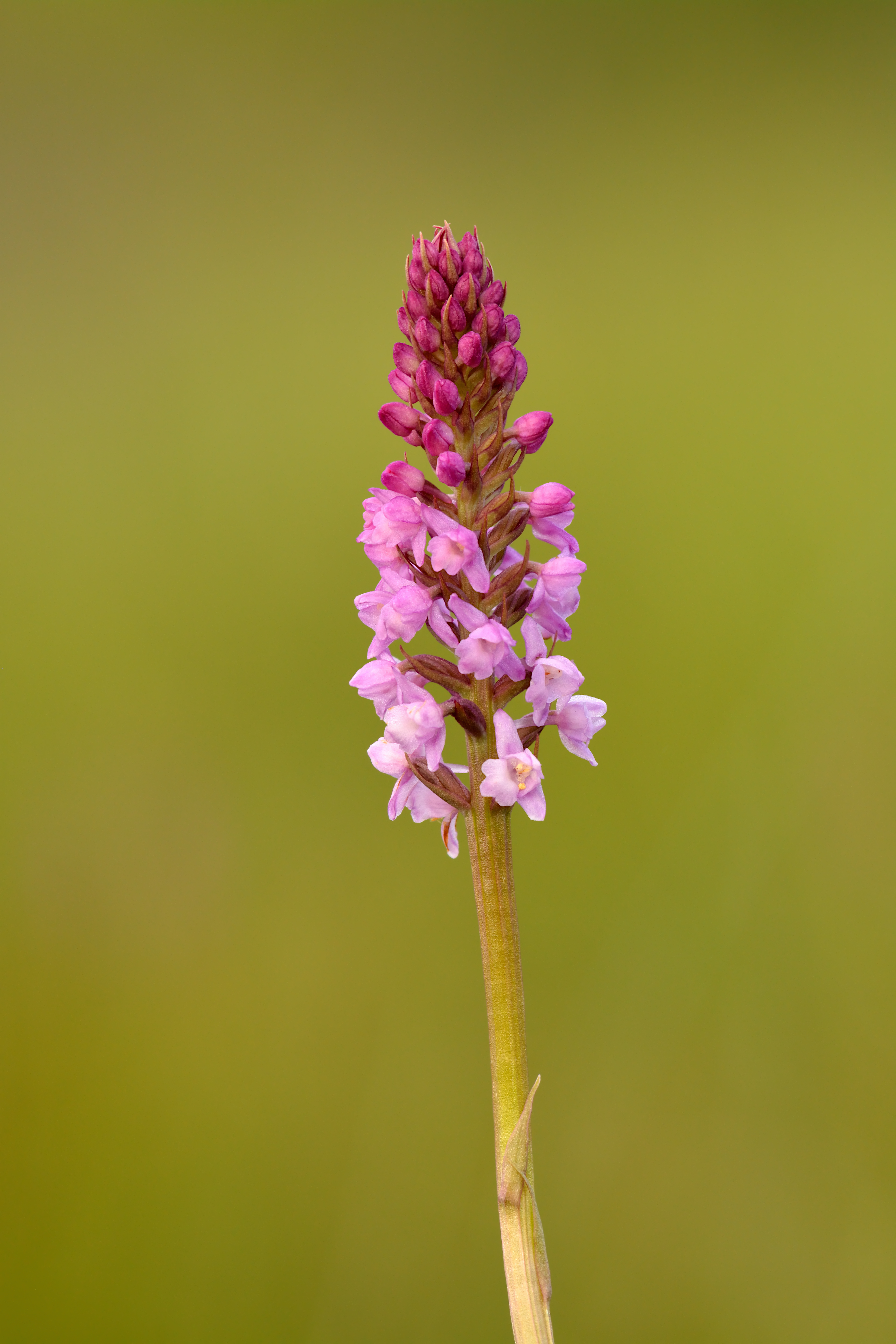
Die Wohlriechende Händelwurz in Estland

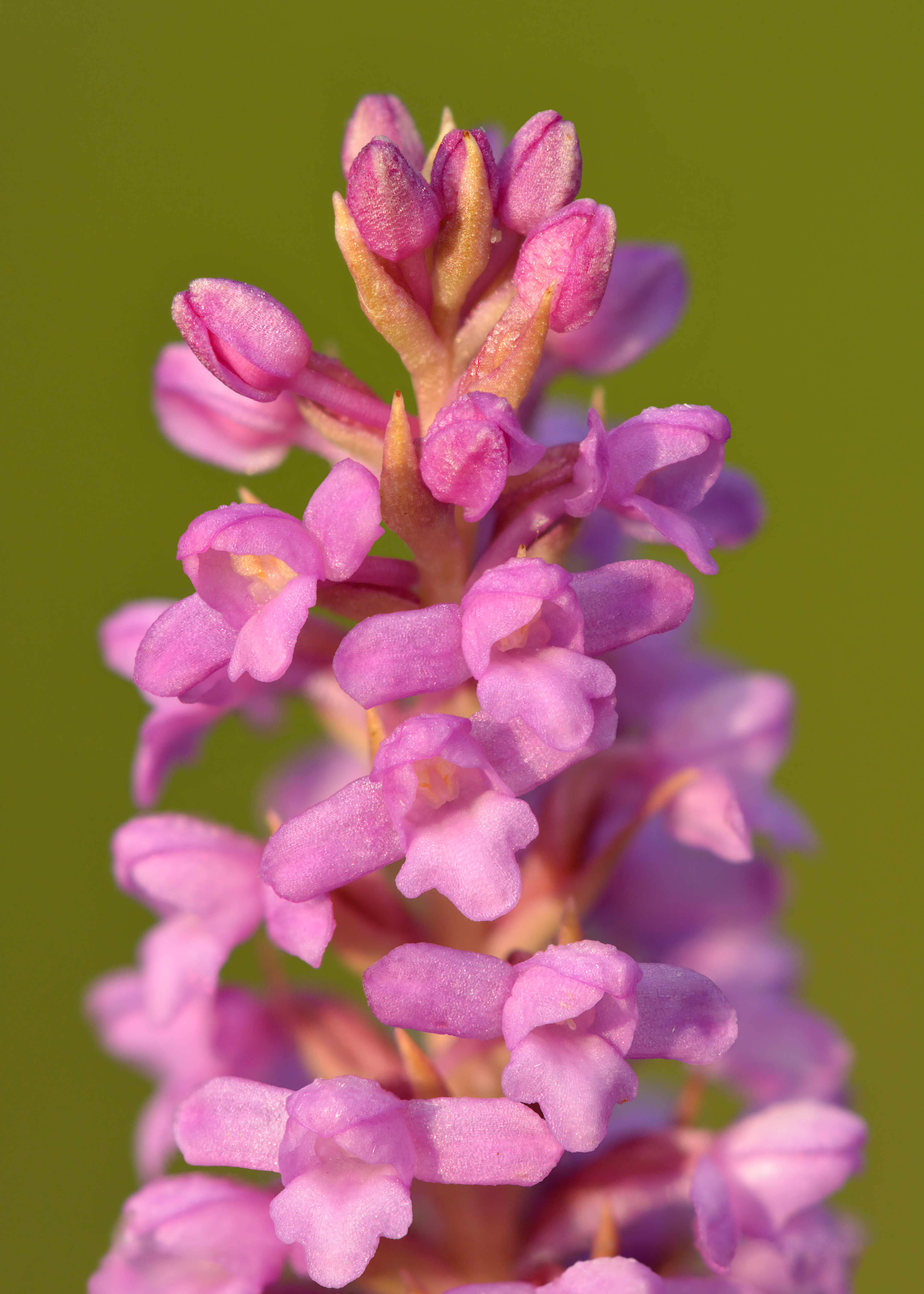
Blüten

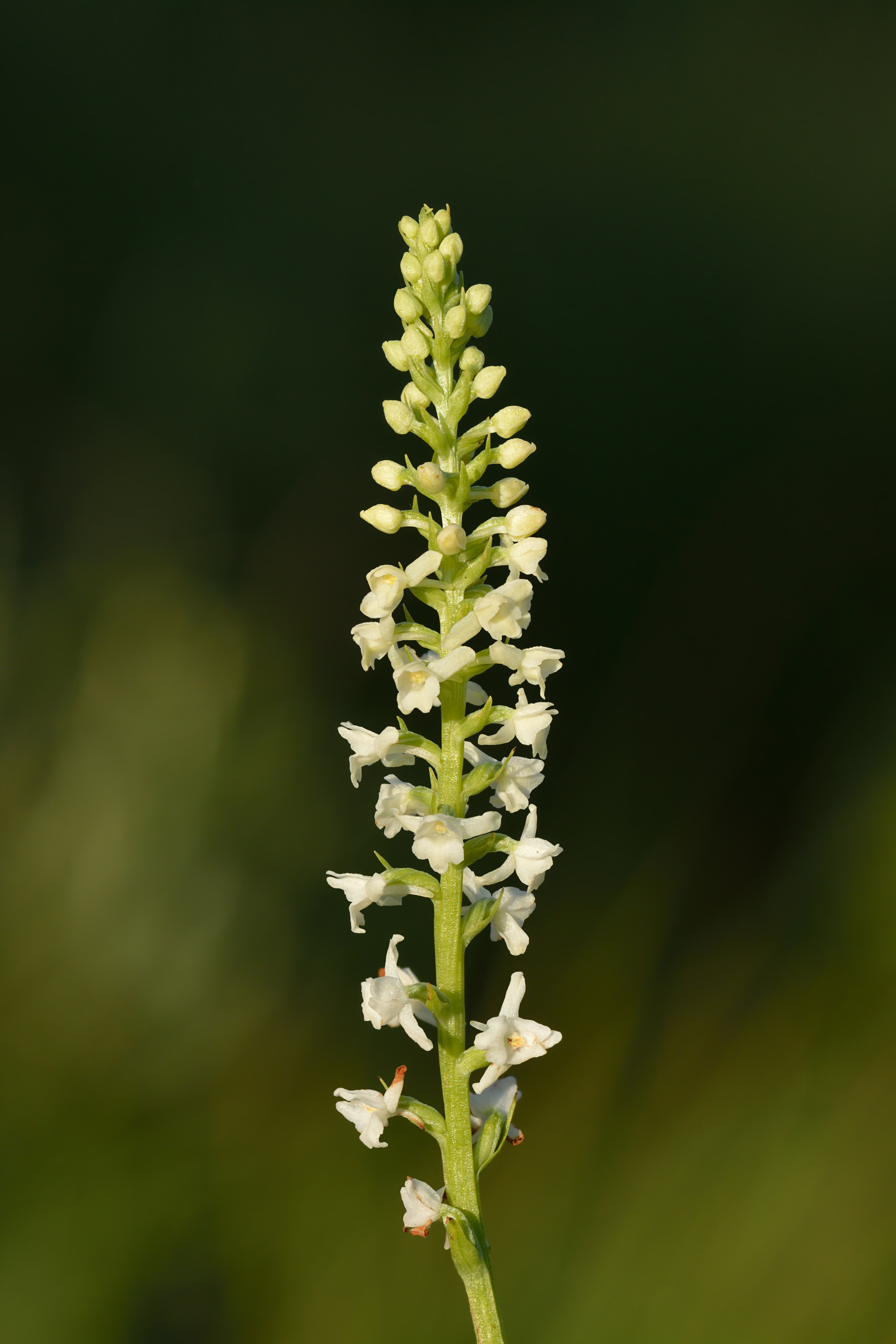
Weiß blühende Wohlriechende Händelwurz

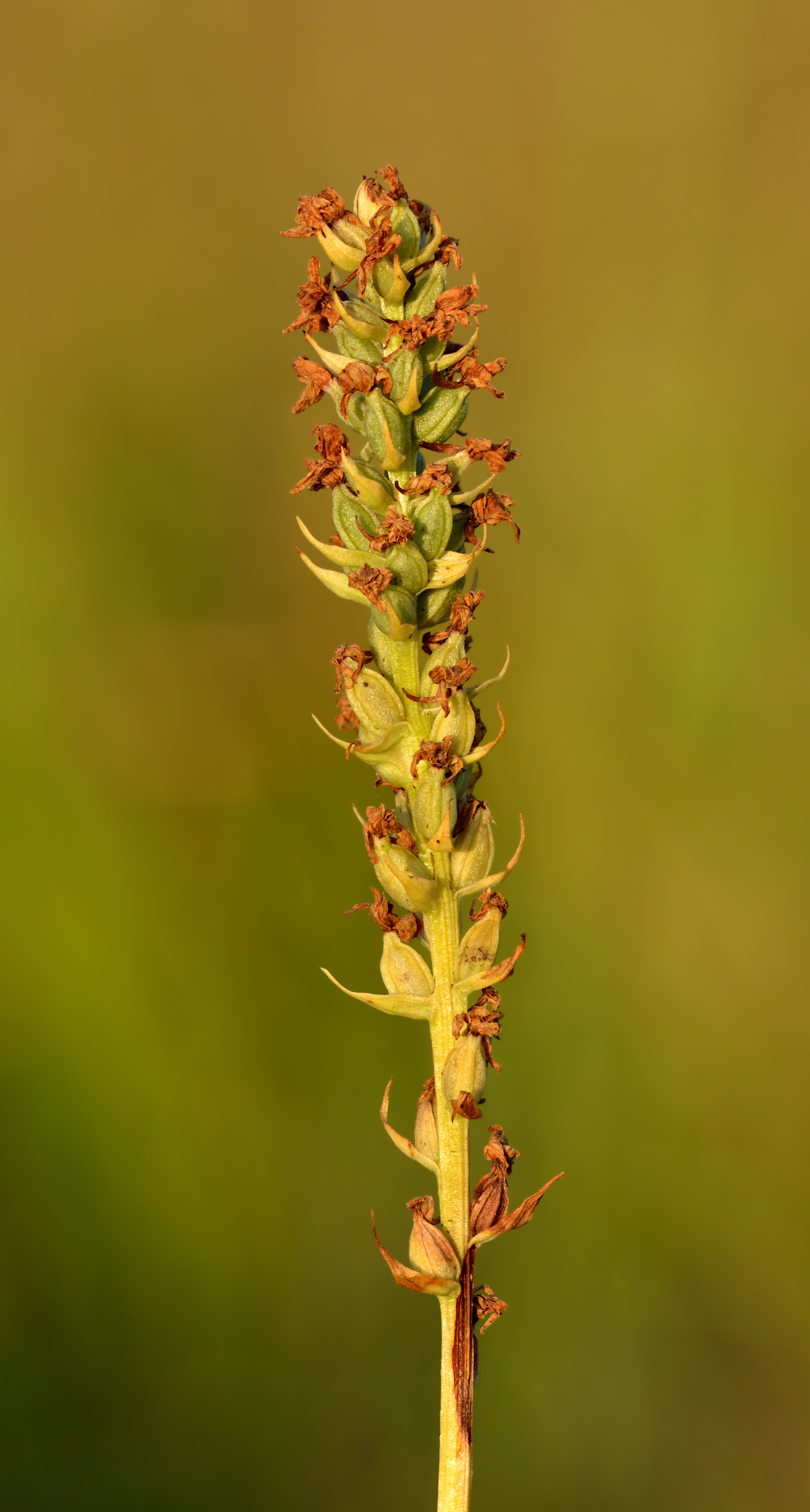
Fruchtstand

Die Wohlriechende Händelwurz ist mit dem vanilleartigen Duft ihrer Blüten, mit deren Klebscheiben und mit dem im Sporn produzierten Nektar auf Insektenbestäubung eingerichtet. gaschromatographisch wurden 44 flüchtige Aromastoffe identifiziert, die Bestäuber anlockten. Essigsäurebenzylester, Benzaldehyd, Phenylethanal, 1-Phenyl-2,3-Butandion, Phenylethyl Acetat, Eugenol und eine nicht identifizierte Komponente fungierten als Lockstoffe. Duft der Mücken-Händelwurz, im Verbreitungsgebiet von Wohlriechender Händelwurz ausgebracht, konnte keine Bestäuber für die Mücken-Händelwurz anlocken. Im Tag-Nacht-Rhythmus gaben die untersuchten Blütenarten unterschiedliche Lockaromen ab.
Über die genauen Bestäuber ist bisher wenig bekannt; genannt werden: Dickkopffliege, Wanze und Zünsler. 25 Schmetterlingsarten konnten bestimmt werden. In Baden-Württemberg ist wohl das Widderchen der Hauptbestäuber. Es nimmt die Pollinien am Kopfansatz und am Rüssel auf. Mit Hilfe seines langen Rüssels kann es die Blüten auch bestäuben. Damit ist die Bildung von Bastarden mit Gymnadenia conopsea möglich.

## Vorkommen
Die Wohlriechende Händelwurz ist ein europäisches Florenelement. Sie hat ihren Verbreitungsschwerpunkt in den Kalkalpen. Ihr Areal erstreckt sich westwärts bis ins nördliche Spanien, nordwärts bis Mitteldeutschland, südliche Schweden und bis zum Baltikum und ostwärts bis Belarus und die Ukraine. Un Europa kommt sie in fast allen Ländern vor und fehlt nur in Portugal, Irland, Großbritannien, Island, den Niederlanden, Dänemerk, Norwegen, Finnland, Moldau, Albanien, Bulgarien, Griechenland und der Türkei. Sie fehlt in Mitteleuropa im Tiefland sowie in Sand- und Silikatgebieten. Sonst ist sie in Mitteleuropa selten, sie kommt aber oft an ihren Standorten in kleineren, lockeren, doch ziemlich individuenreichen Beständen vor.
In Österreich ist die Wohlriechende Händelwurz zerstreut in allen Bundesländern (fehlt in Wien und Burgenland). Sie gedeiht von der montanen bis in die subalpine (alpin) Höhenstufe.
Im Gebiet der Böhmischen Masse sowie im pannonischen Gebiet ist die Wohlriechende Händelwurz gefährdet.
Die stets über Kalkstein wachsende Pflanzenart bevorzugt als Standorte Magerrasen, Föhrenwälder, Feucht- und Nasswiesen, Flach- und Quellmoore. Die Wohlriechende Händelwurz besiedelt lichte Kiefernwälder, Gebüsche, Sumpfwiesen oder Trockenrasen, unter denen Hangdruckwasser sickert. Sie ist eine Charakterart des Verbands Erico-Pinion, kommt aber auch in Pflanzengesellschaften der Verbände Mesobromion, Molinion oder der Ordnung Seslerietalia vor.
Sie steigt in den Alpen bis in Höhenlagen von 2500 Meter auf. In den Allgäuer Alpen kommt sie im Tiroler Teil an der Jöchelspitze bis in eine Höhenlage von 2200 Meter vor. Nach Baumann und Künkele hat die Wohlriechende Händelwurz in den Alpenländern folgende Höhengrenzen: Deutschland 90 bis 2200 Meter, Frankreich 180 bis 2437 Meter, Schweiz 390 bis 2600 Meter, Liechtenstein 430 bis 2350 Meter, Österreich 325 bis 2300 Meter, Italien 15 bis 2600 Meter, Slowenien 60 bis 2060 Meter. Die Grenzen liegen in Europa zwischen 15 und 2600 Metern.
Die Wohlriechende Händelwurz gedeiht auf kalkhaltigen, ja kalkreichen, aber nur wenig humusdurchsetzten Böden, die zeitweise feucht sein sollten. Sie stellt an den Kalkgehalt und die basische Reaktion des Bodens höhere Ansprüche als Mücken-Händelwurz (Gymnadenia conopsea). Möglicherweise erträgt sie auch Störungen (beispielsweise Stickstoffeintragungen) an ihren Standorten schlechter. Während die Mücken-Händelwurz nicht selten beispielsweise neugeschaffene Straßenböschungen besiedelt, sind Neuansiedlungen bei der Wohlriechenden Händelwurz kaum bekannt geworden.
Die ökologischen Zeigerwerte nach Landolt et al. 2010 sind in der Schweiz: Feuchtezahl F = 2+w+ (frisch aber stark wechselnd), Lichtzahl L = 4 (hell), Reaktionszahl R = 5 (basisch), Temperaturzahl T = 3 (montan), Nährstoffzahl N = 2 (nährstoffarm), Kontinentalitätszahl K = 4 (subkontinental).

## Naturschutz
Die Art ist in Deutschland durch die BArtSchV besonders geschützt. In Deutschland ist die Art „gefährdet“ (Stufe 3). In der Schweiz gilt die Art als „nicht gefährdet“.

## Taxonomie und Systematik
Die Wohlriechende Händelwurz wurde 1759 von Carl von Linné in Systema Naturae ... ed. 19, Band 2, S. 1243 als Orchis odoratissima erstbeschrieben. Die Art wurde 1817 durch Louis Claude Marie Richard in De Orchideis Europaeis Annotationes S. 35  als Gymnadenia odoratissima (L.) Rich. in die Gattung Gymnadenia gestellt. Ein Synonym ist Habenaria odoratissima (L.) Franch.

### Hybriden mit anderen Arten
Die Wohlriechende Händelwurz bildet Hybriden mit der Mücken-Händelwurz (Gymnadenia conopsea), dem Gewöhnlichen Kohlröschen (Nigritella rhellicani) und (sehr selten) mit der Weißen Höswurz (Pseudorchis albida).